# Truel
Pour les articles homonymes, voir Truel (homonymie).
Un truel est un néologisme utilisé pour décrire un duel avec trois adversaires mutuels (c'est-à-dire 1 + 1 + 1, et non 2 + 1). C’est une forme relativement rare de combat, différente de l'impasse mexicaine.
Le terme est surtout connu grâce au truel final du film de western Le Bon, la Brute et le Truand (1966) de Sergio Leone. Un autre exemple est fourni par le film À l'ombre des potences (1955) de Nicholas Ray.
Le truel est aussi étudié en théorie des jeux, l'auteur Bernard Werber ayant aidé à le populariser en francophonie.